# People Are People
A People Are People a Depeche Mode 1984-ben megjelent válogatásalbuma, mely Európában nem jelent meg, csak az USA-ban került forgalomba. Egyébként az album címe egyben az együttes következő stúdió lemezén, a Some Great Reward albumon található nagy sikerű szám címe is. Az albumon összesen kilenc szám található, többnyire a korábbi albumokról és kislemezekről bemásolva, ugyanakkor néhány az amerikai rajongók számára teljesen új volt. A Construction Time Again lemezen megjelent "Love, in Itself" és "Pipeline" számok egy kicsit eltérnek az eredeti album verzióktól, nem tartalmazzák az albumon megszokott "More than a Party" számba átvezető, illetve onnan átvezető átmenetet. 

A lemez tartalma:

1984 SIRE
1. People Are People [Single Version] – 3:45
2. Now This Is Fun [Single Version] – 3:23
3. Love, in Itself [Album Version – Clean] – 4:21
4. Work Hard [Single Version] – 4:22
5. Told You So [Album Version] – 4:27
6. Get the Balance Right! [Single Version] – 3:13
7. Leave in Silence [Single Version] – 4:00
8. Pipeline [Album Version – Extended] – 6:10
9. Everything Counts [In Larger Amounts] – 7:20

Valamennyi szám Martin Gore szerzeménye, kivéve a Work Hard számot, melyet Alan Wilderrel közösen írt.